# Ethan Mitchell
Ethan Mitchell (Auckland, 19 febbraio 1991) è un pistard neozelandese, medaglia d'argento nella velocità a squadre ai Giochi olimpici di Rio 2016 e tre volte campione del mondo di specialità.

## Palmarès
- 2007 (Juniores)

Campionati oceaniani, Velocità a squadre Juniores (con Sam Steele e Sam Webster)
- 2009

Campionati del mondo juniors, Velocità a squadre (con Cameron Karwowski e Sam Webster)
- 2010

Campionati neozelandesi, Velocità a squadre (con Myron Simpson e Andy Williams)
- 2011

Campionati oceaniani, Velocità a squadre (con Simon van Velthooven e Sam Webster)
- 2013

3ª prova Coppa del mondo 2012-2013, Velocità a squadre (Aguascalientes, con Edward Dawkins e Sam Webster)
Campionati neozelandesi, Velocità a squadre (con Simon van Velthooven e Sam Webster)
Grand Prix of Germany, Velocità a squadre (con Matthew Archibald e Sam Webster)
- 2014

Campionati del mondo, Velocità a squadre (con Edward Dawkins e Sam Webster)
Giochi del Commonwealth, Velocità a squadre (con Edward Dawkins e Sam Webster)
- 2015

Campionati oceaniani, Velocità a squadre (con Edward Dawkins e Sam Webster)
- 2016

Campionati del mondo, Velocità a squadre (con Edward Dawkins e Sam Webster)
Campionati oceaniani, Velocità a squadre (con Edward Dawkins e Sam Webster)
- 2017

4ª prova Coppa del mondo 2016-2017, Velocità a squadre (Los Angeles, con Edward Dawkins e Sam Webster)
Campionati del mondo, Velocità a squadre (con Edward Dawkins e Sam Webster)
Campionati oceaniani, Velocità a squadre (con Edward Dawkins e Sam Webster)
3ª prova Coppa del mondo 2017-2018, Velocità a squadre (Milton, con Edward Dawkins e Sam Webster)
- 2018

Giochi del Commonwealth, Velocità a squadre (con Edward Dawkins e Sam Webster)
Campionati oceaniani, Velocità a squadre (con Edward Dawkins e Sam Webster)
- 2019

5ª prova Coppa del mondo 2018-2019, Velocità a squadre (Cambridge, con Edward Dawkins e Sam Webster)

## Piazzamenti

### Competizioni mondiali
- Campionati del mondo

Ballerup 2010 - Chilometro da fermo: 15º
Ballerup 2010 - Velocità: 24º
Apeldoorn 2011 - Velocità a squadre: 6º
Melbourne 2012 - Velocità a squadre: 3º
Melbourne 2012 - Velocità: 21º
Minsk 2013 - Velocità a squadre: 2º
Minsk 2013 - Velocità: 18º
Cali 2014 - Velocità a squadre: vincitore
Saint-Quentin-en-Yvelines 2015 - Velocità a squadre: 2º
Londra 2016 - Velocità a squadre: vincitore
Hong Kong 2017 - Velocità a squadre: vincitore
Hong Kong 2017 - Velocità: 3º
Apeldoorn 2018 - Velocità a squadre: 6º
Apeldoorn 2018 - Velocità: 13º
Pruszków 2019 - Velocità a squadre: 8º
Pruszków 2019 - Velocità: 8º
- Giochi olimpici

Londra 2012 - Velocità a squadre: 5º
Rio de Janeiro 2016 - Velocità a squadre: 2º